# Jean Sullivan
Pour les articles homonymes, voir John Sullivan et Sullivan.
Ne doit pas être confondu avec Jean Sulivan.
Jean Sullivan (également appelé John Sullivan), né en 1813 à Jersey et mort le 3 août 1899, est un écrivain, poète, artiste, journaliste, historien et notaire de Jersey. Il fut un grand défenseur de la langue jersiaise, dans laquelle il écrivait le plus souvent.

## Biographie
Jean Sullivan était le fils du directeur de l'hôpital de Saint-Hélier. Il s'intéressa à l'histoire et à la littérature.
Il fut notaire à Jersey ainsi que journaliste et devint le Rédacteur en chef du Jersey Observer. Il correspondait avec des personnalités telles que John Everett Millais ou Victor Hugo réfugié dans les îles Anglo-Normandes et qui lui écrivit : « Vous êtes, Monsieur, dans cette précieuse langue locale, un vrai Poëte ». 
En 1886, en tant que notaire, il rédige un article sur la faillite bancaire à Jersey. « Jersey devrait avoir une loi sur les banques et les banquiers. À la Banque d'Angleterre, il est formellement interdit de se livrer à toute entreprise commerciale, sauf comme une pure et légitimement liées aux opérations bancaires, tels que l'achat et la vente de pièces de monnaie, des lingots ou des lettres de change.. »
Nos banques devraient être soumises à ces règles. 
Jean Sullivan rédigea plusieurs ouvrages historiques en anglais ou en français ainsi que plusieurs recueils de poésies notamment en jersiais.